# كالسوم سيناري
كالسوم سيناري (بالإنجليزية: Kalsoume Sinare)‏، هي مُمثلة غانية وعارضة أزياء سابقة. من أبرز أدوارها كان مُشاركتها في فيلم الأميرة تايرا سنة 2007، وقبلها في فيلم بابينا سنة 2000.

## أعمالها
| السنة | عُنوان العمل   | مُلاحظات |
| ----- | ------------- | --- |
| 1993  | Out of Sight  | |
| 2000  | بابينا        | |
| 2007  | الأميرة تايرا | |
| 2010  | 4 Play        | |
| 2010  | 4ever Young   | |
| 2010  | Trinity       | - رُشحت لجائزة أفضل مُمثلة في دور مُساعد في إطار حفل توزيع جوائز أكاديمية زولو للسينما الأفريقية - رُشحت لجائزة أفضل مُمثلة في دور مُساعد في إطار حفل توزيع جوائز أفلام غانا |
| 2013  | 3 Some        | رُشحت لجائزة أفضل مُمثلة في دور مُساعد في إطار حفل توزيع جوائز أفلام غانا                                                                                                 |
| 2017  | The New Sun   | |
| 2017  | Sala          | فازت بجائزة أفضل مُمثلة في حفل توزيع جوائز الفيلم الذهبي |

## روابط خارجية
كالسوم سيناري على موقع IMDb (الإنجليزية)